# 柴小梵
柴小梵（1893年—1936年3月17日），名萼、紫芳，浙江慈溪市掌起鎮洋山田央村人，民初作家。

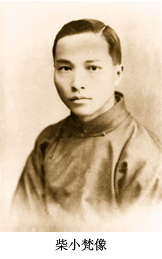

## 生平
曾任教於慈西丈亭、蘆江及慈北柴家志成學校。1917年赴日本至同鄉吳錦堂等人在日創辦的神戶中華同文學校執教。1924年回國，任職於安徽省政府財政廳、廣東籌餉處、黃埔軍校等處。1930年起任河南省政府秘書。曾研究紅學，為黃鉢隠主編的《紅學叢鈔》作序，撰述〈紅樓夢詞〉二篇。1936年在北京病逝。

## 作品
十七八歲就在上海《小說時報》發表《紅冰館筆記》，後彙編成《紅冰閣雜記》。1919年出詩集《檐詩草》、與文集《吾藥錄》、《蛉洲集》。其他作者有《慈溪方言考》、《松海精舍筆錄》、《檐零墨》等書。
最為著名的作品為收錄明清遺聞、掌故的《梵天廬叢錄》，1926年由中華書局依其手稿影印，十年間重版四次，被鄭逸梅讚許此書為民國筆記的難得之作。王揖唐在《梵天廬叢錄》序中言：「凡朝野掌故、秘聞軼事，以及詩文評騭、名物考據，莫不兼收博取、巨細靡遺。衡其體例，蓋與潘永因之《宋稗類鈔》、朗瑛之《七修類稿》等書相近……要自與今之蕪雜剽竊、茍以欺世者不同。」